# Hagkaup
Hagkaup – islandzka sieć hipermarketów, należąca do spółki Hagar. Sprzedawane są w nich między innymi produkty żywnościowe, ubrania, elektronika, zabawki itp.
Hagkaup został założony w 1959 roku przez Palmiego Jónssona. Początkowo prowadził sprzedaż wysyłkową i odniósł sukces z powodu najniższych cen w Reykjavíku. W 1967 roku Hagkaup otworzył pierwszy supermarket, w miejscu starego magazynu w Skeifanie w Reykjavíku (sklep ten do dziś istnieje). Główna siedziba firmy Hagkaup znajduje się Reykjavíku, w Holtagarðar.
W 1998 potomkowie Palmiego Jónssona sprzedali spółkę oraz 50% ich udziałów w Bónusie, największym konkurencie sklepów Hagkaup w sprzedaży żywności grupie inwestorów, na czele których stali założyciele Bónusa.